# Апелативен съд на Гояс
Апелативният съд на Гояс (на португалски: Tribunal de Justiça da Goiás (TJGO) е върховен орган на съдебната власт на бразилския щат Гояс със седалище в щатската столица Гояния и юрисдикция, покриваща цялата територия на щата. Съставът на съда се състои от 41 десембаргадори.